# Rudolf Kelterborn
Rudolf Kelterborn (født 3. september 1931 i Basel, Schweiz, død 24. marts 2021) var en schweizisk komponist, professor og musiker.
Kelterborn studerede i Basel, Zürich, Salzburg og Detmold hos Walther Geiser, Boris Blacher, Wolfgang Fortner, Willy Burkhard og Günter Bialas. 
Han skrev 5 symfonier, orkesterværker, korværker, kammermusik, scenemusik, sange etc.
Kelterborn underviste som professor i komposition og var rektor på Basel Music Academy (1983-1994).

## Udvalgte værker
- Symfoni nr. 1 (1966-1967) - for orkester
- Symfoni nr. 2 (1969-1970) - for orkester
- Symfoni nr. 3 "Udvidelser" (1974-1975) - for baryton, bånd og orkester
- Symfoni nr. 4 (1985-1986) - for orkester
- Symfoni nr. 5 "Natten" (2011-2012) (i en sats) - for orkester

## Eksterne kilder og henvisninger
- Rudolf Kelterborns websted Arkiveret 6. juni 2013 hos  Wayback Machine
- Om Rudolf Kelterborn
- Værkfortegnelse på Deutsche Nationalbibliothek